# Pierre-Stanislas Bédard
Pierre-Stanislas Bédard (ur. 13 września 1762 w Charlesbourg, zm. 26 kwietnia 1829 w Trois-Rivières) – francuski polityk, prawnik i dziennikarz, rzecznik interesów francuskich mieszkańców Dolnej Kanady. W 1792 został wybrany na Zgromadzenie Ustawodawcze Dolnej Kanady, ponownie wybrano go w 1796, 1800 i 1804 roku, założyciel gazety Le Canadien.